# كيفن كاليش
كيفن كاليش (بالإنجليزية: Kevin Kalish)‏ هو مدرب كرة قدم ولاعب كرة قدم أمريكي، ولد في 3 مارس 1977 في فلوريسانت في الولايات المتحدة. لعب مع Buffalo Blizzard ‏.